# Jeni Couzyn
Jeni Couzyn, née en 1942, est une féministe poétesse et anthologiste canadienne originaire d'Afrique du Sud.
Elle vit et travaille au Canada et au Royaume-Uni. Son ouvrage le plus connu s'intitule : Life by Drowning: selected Poems (1985), qui comprend une séquence précédentes A Time to Be Born (1981) qui relate sa grossesse et la naissance de sa fille.

## Biographie
Jeni Couzyn est née en Afrique du Sud et a fait ses études à l'Université de Natal. Elle émigre en Grande-Bretagne en 1966 et s'installe comme écrivaine indépendante.
Elle devient citoyenne canadienne en 1975, et l'année suivante, elle est écrivaine en résidence à l'Université de Victoria, en Colombie-Britannique. Elle partage son temps entre l'Angleterre, le Canada et l'Afrique du Sud.

## Œuvre littéraire

### Poésie
Le premier recueil de Jeni Couzyn s'intitule Flying (1970). Elle écrit par la suite Christmas in Africa (1975), Un Temps pour Naître (1981), Life by Drowning: Selected poems (1985), et That's It (1993).
A Time to be Born traite de l'accouchement, de la conception à la naissance et petite enfance.
L’Oxford Companion to Twentieth-Century Literature in English remarque que la poésie de Jeni Couzyn est souvent engagée concernant les implications sociales, politiques et imaginatives de la féminité. Sa poésie a été décrite comme minimaliste. L'Oxford Companion observe que sa conception de la poésie tout particulièrement orale, donne à beaucoup de son travail de la clarté et de l'instantanéité.

### Anthologies
Jeni Couzyn publie le très influent de The Bloodaxe Book of Contemporary Women Poets (1985), considéré à cette époque comme un texte incontournable par les écoles Britanniques. Son anthologie suivante, Singing Down the Bones (1989), est destinée à un jeune public.

### Divers
Jeni Couzyn est l'auteure de deux livres pour enfants. Avec Julie Malgas, elle produit une étude sur Koos Malgas, le sculpteur qui a aidé à la création de The Owl Museum, un musée à Nieu-Bethesda, au Cap-Oriental, en Afrique du Sud, remarquable pour sa conception visionnaire.